# Torre de la Fàbrica Gutterman
La Torre de la Fàbrica Gutterman és una obra d'Argentona (Maresme) inclosa a l'Inventari del Patrimoni Arquitectònic de Catalunya.

## Descripció
És una torre situada a la fàbrica de filats Gutterman, S.A. del polígon industrial del Cros, a la banda dreta de la riera d'Argentona, molt a prop del terme municipal d Mataró. Realitzada en obra vista i oberta a pocs metres del terra per unes petites finestres, la torre és coronada, a mode de minaret, per una cúpula cònica de rajoles blanques i verdes. El seu ús és incert, tant podria ser un element decoratiu dins el conjunt arquitectònic d'una casa residencial com la xemeneia d'una antiga fàbrica o bòvila.
En el seu emplaçament actual hi predominaven les cases o masies de producció agrícola, per la qual cosa es fa difícil ubicar aquesta construcció en un altre conjunt arquitectònic més definit. Antiga torre de la casa de pagès del Sorrall, enderrocada el 1974, que servia per portar aigua fins a la finca de can Garí. És feta de totxo vist, amb la cúpula superior de trencadís. S'atribueix a Josep Puig i Cadafalch.